# Awaous stamineus
Awaous stamineus là một loài cá thuộc họ Oxudercidae. Đây là loài đặc hữu của Hoa Kỳ.